# Băuțar
Băuțar è un comune della Romania di 2713 abitanti, ubicato nel distretto di Caraș-Severin, nella regione storica del Transilvania.
Nonostante faccia oggi parte del distretto di Caraș-Severin, Băuţar non fa in effetti parte della regione storica del Banato.
Il comune è formato dall'unione di 4 villaggi: Băuțar, Bucova, Cornișoru, Preveciori.